# Santa Cruz do Rio Pardo
Santa Cruz do Rio Pardo è un comune del Brasile nello Stato di San Paolo, parte della mesoregione di Assis e della microregione di Ourinhos.